# Kirk Stevens
Kirk Stevens, född 17 augusti 1958 i Toronto, Kanada, kanadensisk snookerspelare.
Stevens utvecklades tidigt och gjorde sitt första century redan som 12-åring och blev kanadensisk mästare 1978 vid 20 års ålder. 1980 blev han den dittills yngste VM-semifinalisten någonsin, efter att bland andra ha slagit ut John Spencer och Eddie Charlton.
Stevens tillhörde den absoluta världseliten i början på 1980-talet och blev tack vare sitt utseende och sin ungdomliga stil och klädval (bland annat vit väst och vita skor) en favorit bland publiken, inte minst den kvinnliga delen. Han bildade ett framgångsrikt lag i World Cup tillsammans med Cliff Thorburn och Bill Werbeniuk, de vann tävlingen 1982 och var i final ytterligare två gånger. 1984 gjorde Stevens det allra första maximumbreaket i The Masters, i semifinalen mot Jimmy White, en match som han dock förlorade. Detta var det enda maximumbreaket i Masters ända fram till 2006 då Ding Junhui gjorde om bedriften.
Efter mängder med semifinalplatser steg Stevens till nummer 4 på rankingen säsongen 1984/85, men han fick vänta till 1985 med att nå sin första rankingfinal, British Open mot sydafrikanen Silvino Francisco. Stevens förlorade finalen och blev efteråt anklagad av sin motståndare för att använda kokain. Stevens medgav senare att han var kokainberoende, och efter behandling hemma i Kanada sjönk han stadigt på rankingen under andra halvan av 1980-talet. Stevens spelar dock fortfarande snooker och tillhör de bästa i Kanada med flera nationella titlar, han blev kanadensisk mästare så sent som 2008.

## Titlar
- Canadian Professional Championship - 1979, 1981, 1983
- World Cup (med Kanada) - 1982